# Giorgio Doria (cardinal)
Pour les articles homonymes, voir Giorgio Doria et Famille Doria.
Giorgio Doria, né le 4 décembre 1708 à Gênes, dans l'actuelle région Ligurie, alors capitale de la république de Gênes, et mort le 31 janvier 1759 à Rome, est un cardinal italien du XVIIIe siècle.

## Biographie
Giorgio Doria est nommé archevêque titulaire de Chalcédoine (de) en 1740 et est consacré le 8 décembre 1740 par Benoît XIV avec comme co-consécrateurs Joseph de Guyon de Crochans et Paul Alphéran de Bussan (en) puis est envoyé comme nonce apostolique en Saint-Empire.
Le pape Benoît XIV le crée cardinal lors du consistoire du 9 septembre 1743. Il est légat apostolique à Bologne de 1744 à 1749 et préfet de la Congrégation de la bonne gouvernance à partir de 1754. Il participe au conclave de 1758, lors duquel Clément XIII est élu pape.
Les autres cardinaux de la famille Doria sont Giovanni Doria (1604), Girolamo Doria (1529), Sinibaldo Doria (1731), Giuseppe Maria Doria Pamphilj (1785), Antonio Maria Doria Pamphilj (1785) et Giorgio Doria Pamphilj (1816).

## Succession apostolique
Giorgio Doria a ordonné les évêques suivants :
- Évêque Apollinare Peruzzini, O.E.S.A. (1755)
- Évêque Ottavio Maria de Mari, C.R.S. (1755)
- Évêque Cesare Crescenzio de Angelis (it) (1755)
- Cardinal Vitaliano Borromeo (1756)
- Évêque Francesco Ferrante (1757)
- Archevêque Filippo Sanseverino (1757)
- Évêque Giuseppe Bellotti (1757)
- Évêque Marco Aurelio Balbis Bertone (it) (1757)
- Archevêque Andrea Antonio Silverio Minucci (it) (1757)
- Évêque Pierre-Joseph Artaud (1757)
- Évêque Giulio Cesare Lomellino, C.R. (1757)
- Évêque Giovanni Battista Stella (1757)
- Évêque Giuseppe Maria Fogliani (1757)